# Copperas Cove
Copperas Cove är en stad i Bell County, Coryell County, och Lampasas County, i Texas. Vid 2010 års folkräkning hade Copperas Cove 32 032 invånare.